# Physconia fallax
Physconia fallax är en lavart som beskrevs av Essl. Physconia fallax ingår i släktet Physconia och familjen Physciaceae.   Inga underarter finns listade i Catalogue of Life.